# Бахтиево
Бахтиево — деревня в Балезинском районе Удмуртии, входит в Исаковское сельское поселение.

## География
Находится в 2 километрах от административного центра поселения — деревни Исаково. Лежит на возвышенности, севернее, восточнее и южнее текут речки впадающие на северо-востоке в Чепцу. Высота над уровнем моря — 225—210 метров. Менее чем в километре пролегает федеральная дорога Р321.

## Население
| 1961 | 2007 | 2010 | 2012 | 2014 |
| ---- | ---- | ---- | ---- | ---- |
| 52   | ↘18  | ↘4   | ↘2   | ↗8   |

## Экономика
В деревне находится СХПК Авангард.

## Уличная сеть
Лесная и Полевая.